# Staatsforst südöstlich Handewitt
Staatsforst südöstlich Handewitt este o arie protejată (arie specială de conservare — SAC, sit de importanță comunitară — SCI) din Germania întinsă pe o suprafață de 17 ha, integral pe uscat.

## Localizare
Centrul sitului Staatsforst südöstlich Handewitt este situat la coordonatele 54°45′42″N 9°20′33″E / 54.7617°N 9.3425°E.

## Înființare
Situl Staatsforst südöstlich Handewitt a fost declarat sit de importanță comunitară în septembrie 2004 pentru a proteja un număr necunoscut de specii din flora spontană și fauna sălbatică aflate în arealul zonei. Situl a fost protejat și ca arie specială de conservare în ianuarie 2010.

## Biodiversitate
Situată în ecoregiunea continentală, aria protejată conține 4 habitate naturale: Pajiști uscate europene, Fânețe de joasă altitudine (Alopecurus pratensis, Sanguisorba officinalis), Păduri de fag Luzulo-Fagetum, Păduri acidofile de stejar bătrân cu Quercus robur pe câmpii nisipoase.
La baza desemnării sitului se află un număr nedeclarat de specii protejate: